# Explosion de la plage de Gaza
L'explosion de la plage de Gaza est un événement survenu le 9 juin 2006, sur une plage de la bande de Gaza, au cours duquel huit personnes (dont trois enfants) d'une même famille palestinienne trouvèrent la mort, et plus de trente autres civils furent blessés par une explosion dont l'origine n'est pas formellement établie.
Elle semblait provenir de tirs d'artillerie israéliens, version soutenue par plusieurs enquêtes journalistiques et d'ONG, et récusée par l'armée israélienne.

## Contexte
Ces événements interviennent dans le contexte général du conflit israélo-palestinien, ainsi que celui de la montée des tensions interpalestiniennes, à la suite du désengagement unilatéral de Gaza en 2005, suivi quelques mois plus tard d'élections législatives au déroulement inopiné, tant en Israël que dans les territoires palestiniens.
Le retrait de l'armée et des colonies israéliennes de Gaza, décidé par le Premier ministre, Ariel Sharon, se déroule d'août à septembre 2005, provocant de forte dissensions au sein du Likoud, qui poussent Sharon à composer une alliance avec les travaillistes dirigés par Shimon Peres. L'élection d'Amir Peretz à la tête des travaillistes en novembre menace de faire éclater la coalition. Sharon démissionne alors du Likoud, créant le parti Kadima (centre droit,), rallié par Shimon Peres, et des élections législatives anticipées sont prévues en mars 2006. En janvier 2006, Ariel Sharon est victime d'une grave attaque cérébrale qui le plonge dans le coma et met, de fait, un terme à sa candidature. Ehud Olmert émerge alors progressivement comme son successeur. En mars 2006, Kadima arrive en tête des élections, et en avril, Olmert est officiellement nommé Premier ministre d'une coalition incluant le parti travailliste et le parti religieux Shass.
En janvier 2006 dans les territoires palestiniens, se tiennent des élections législatives, les premières auxquelles le Hamas participe. Les sondages et les premiers résultats donnent le Fatah favori, mais contre toute attente, les résultats définitifs donnent au Hamas 76 sièges sur 132 au Conseil législatif palestinien, contre 43 pour le Fatah de Mahmoud Abbas, président de l'Autorité palestinienne. Ces résultats inattendus constituent un choc pour les gouvernements occidentaux, le gouvernement israélien ainsi que les partisans du Fatah. Mahmoud Abbas demande au Hamas de former un gouvernement, et celui-ci se déclare prêt à « l'unité et au partenariat ». Le gouvernement israélien menace de ne plus reverser les taxes perçues sur les territoires, et le Quartet diplomatique (États-Unis, Union européenne, Russie, ONU) menace de suspendre les aides à l'Autorité palestinienne si le gouvernement du Hamas n'accepte pas trois conditions : 1/ renoncer à la violence, 2/ reconnaître l'existence de l'État d'Israël, 3/ reconnaître les précédents accords israélo-palestiniens, ce que le Hamas refuse, considérant que ces pressions font partie de la politique de répression et d'occupation israélienne qui constituent une forme de punition collective contre les Palestiniens et que la reconnaissance d'Israël signifierait en soi la « négation du peuple palestinien ». 
Au mois de mars, les sanctions économiques sont prononcées qui menacent de plonger les territoires palestiniens dans le chaos économique. Les tensions interpalestiniennes s'accentuent, le désaccord entre les deux principaux partis portant notamment sur la question israélienne : le Fatah reconnait l'état d'Israël et prône un accord négocié dans la lignée de la feuille de route pour la paix, deux points que le Hamas n'est pas prêt à accepter, proposant pour sa part une trêve de longue durée avec l'État hébreu en échange du règlement de la question palestinienne. 
Les mois précédant les événements sont ainsi marqués par une montée de violence entre factions palestiniennes à Gaza qui fait des dizaines de morts, ainsi qu'une spirale de représailles entre les tirs de roquettes quotidiens par des activistes palestiniens sur Israël, et les tirs d'obus israéliens sur Gaza (plus de 6 000 les deux mois précédents) — ainsi que les « assassinats ciblés » — qui font de nombreuses victimes civiles palestiniennes.
L'explosion de la plage de Gaza s'inscrit donc dans une suite d'événements dramatiques qui mènera notamment à la capture de Gilad Shalit, à l'opération Pluies d'été, puis plus tard au blocus de la bande de Gaza.

## Événements et répercussions
Le vendredi 9 juin 2006, sur une plage de Gaza où pique-niquent de nombreuses familles, une explosion fait sept morts (dont trois enfants) parmi une même famille palestinienne, ainsi que trente-cinq blessés,. La vidéo d'une petite fille de 8 ans en détresse courant sur la plage fait rapidement le tour du monde, suscitant une importante vague d'émotion dans l'opinion, qui fait de la petite Huda (ou Hadil) Ghalia une « icône de la lutte palestinienne »,. Le quotidien allemand Süddeutsche Zeitung publiera une enquête qui met en doute l'authenticité des images en question.
Rapidement après les faits, un porte-parole de l'armée israélienne exprime de profonds regrets pour les morts et indique que l'armée suspend les tirs d'artillerie jusqu'à ce que la cause de l'explosion soit déterminée. Cette déclaration tend à faire penser que l'armée postule initialement un tir mal dirigé ; plusieurs dizaines d'obus ayant été tirés ce jour sur des cibles positionnées, selon l'armée, à proximité de la plage. 
Amir Peretz, ministre de la Défense, exprime ses « regrets pour les membres de la famille palestinienne tués » — sans engager la responsabilité de l'armée. Ismaël Haniyeh (premier ministre palestinien à l'époque) dénonce un « crime de guerre », et le président de l'Autorité palestinienne Mahmoud Abbas qualifie l'acte de « massacre sanglant », décrétant un deuil national de trois jours. En réaction aux événements, la branche armée du Hamas rompt une trêve de seize mois avec Israël.
Les médias internationaux et israéliens dans leur ensemble attribuent la responsabilité de l'explosion à l'armée israélienne.
Les jours suivants, l'armée israélienne estime que trois causes peuvent avoir provoqué l'explosion : un des obus d'artillerie tirés ce jour-là, qui visaient des lanceurs de roquettes Qassam positionnés — selon Tsahal — à proximité de la plage et aurait manqué sa cible ; un obus israélien enfoui dans le sable qui n'aurait pas explosé lors d'un tir antérieur à l'explosion ; ou une mine palestinienne. Le ministre de la Défense israélien ordonne la création d'une commission d'enquête. 
Le 13 juin, la commission d'enquête de l'armée rend ses conclusions officielles selon lesquelles « toutes les possibilités que l'explosion soit due à un des obus tirés ce jour ont été réfutées », notamment par des éléments d'ordre chronologique et topographique. L'armée israélienne rejette in fine la responsabilité de l'explosion sur le Hamas,, affirmant disposer de preuves que celui-ci a récemment procédé à un minage systématique de la plage pour empêcher le débarquement de commandos israéliens, ce que le Hamas dément, considérant qu'Israël « tente de fuir ses responsabilités ». Le même jour, l'ONG américaine Human Rights Watch — qui a missionné Marc Garlsasco, ancien expert militaire du pentagone, pour diriger sa propre enquête — publie un communiqué de presse affirmant qu'après une visite du site et des entrevues avec des témoins et le personnel médical, « les éléments rassemblés suggèrent fortement qu'un tir d'artillerie israélien est à l'origine de l'explosion », appelant instamment l'armée israélienne à se soumettre à une enquête indépendante et transparente. La portée de cette enquête interne de l'armée est ainsi contestée, tant dans le principe (par opposition à une enquête indépendante,,) que dans ses conclusions. En effet, comme Human Rights Watch, les officiels palestiniens considèrent que l'armée israélienne s'est empressée de se dédouaner, tandis qu'après contre-enquête sur place, plusieurs médias mettent en doute la fiabilité de l'enquête interne et ses conclusions, certains accusant l'armée d'avoir dissimulé des preuves, ce que l'armée dément. Le secrétaire général des Nations unies, Kofi Annan, déclare considérer les conclusions de l'enquête interne « très étrange », avant de se rétracter, affirmant avoir réagi aux « spéculations médiatiques », et attendre les résultats définitifs de l'enquête,. 
Le 19 juin, Marc Garlasco et Lucy Mair (responsable de Human Rights Watch à Jérusalem) rencontrent le chef de la commission d'enquête israélienne. À l'issue de cette réunion, Marc Garlasco déclare au Jerusalem Post être parvenu à un consensus avec le chef de la commission interne sur « la cause la plus probable de l'explosion » qui serait un obus israélien antérieur aux événements. Garlasco affirme par ailleurs que la commission a fait un « travail compétent » afin d'écarter la possibilité qu'un tir soit à l'origine de l'explosion, ajoutant « ne pas croire que les israéliens aient visés des civils ». Les déclarations de Lucy Mair apparaissent cependant plus mitigées. En effet, si elle reconnait que l'armée a fait une « très bonne présentation », Lucy Mair insiste sur les « questions restées sans réponses ». Le jour même, Human Rights Watch publie un communiqué reprochant à la commission d'avoir écarté les éléments de preuves extérieurs à l'armée, et citant Garlasco selon qui « une enquête qui écarte des éléments contradictoires peut difficilement être considérée comme crédible ». L'ONG réitère instamment son appel à la constitution d'une commission indépendante, ce qu'Israël refuse. Quelques jours plus tard, l'armée confirme sa position, récusant les critiques de Human Rights Watch, et affirmant qu'aucun des débris retrouvés ne provient d'obus d'artillerie israéliens. 
Dans une « étude de cas » publiée plus d'un an après les faits en annexe d'un rapport sur les « tirs indiscriminés » entre Israéliens et Palestiniens, Human Rights Watch présente une analyse détaillée des éléments à sa disposition, et ses « raisons de conclure qu'un obus d'artillerie israélien a causé l'explosion ».